# رورایما
رورایما (به پرتغالی: Roraima) شمالی‌ترین و کم‌جمعیت‌ترین ایالت برزیل است.
این ایالت در ناحیه آمازون قرار گرفته‌است.
این ایالت با ایالت‌های پارا و آمازوناس و با کشورهای ونزوئلا و گویان همسایه‌است. پایتخت این ایالت، شهر بوا ویستا است.